# Изложба слика из збирке Фонда за унапређење стваралаштва младих уметника (1986)
Изложба слика из збирке Фонда за унапређење стваралаштва младих уметника се одржала у периоду од 24. јуна до 8. јула 1986. године у Међународном Прес центру Тањуг у Београду.

## Излагачи
- Момчило Мома Антоновић
- Милан Блануша
- Шемса Гавранкапетановић
- Божидар Дамјановски
- Радивоје Ђуровић
- Бора Иљовски
- Драгана Јовчић
- Слободан Крстић
- Ева Мрђеновић
- Невенка Рајковић
- Јован Ракиџић
- Едвина Романовић
- Миливоје Стоиљковић
- Александар Цветковић
- Божидар Чогурић